# علی‌اصغر سعیدی (مترجم)
علی‌اصغر سعیدی (زادهٔ ۱۳۱۲ در خوی – ۱۷ اسفند ۱۳۹۸)، مترجم ایرانی‌ و کارمند سابق وزارت فرهنگ و هنر بود. او از فرانسه، دکترای ادبیات تطبیقی داشت.

## زندگی
علی‌اصغر سعیدی٬ سال ۱۳۱۲ در شهر خوی استان آذربایجان غربی زاده شد. او از دانشگاه تبریز در رشتهٔ زبان و ادبیات فرانسه٬ در مقطع کارشناسی فارغ‌‌التحصیل شد. پس از آن دورهٔ کارشناسی ارشد خود را در رشتهٔ علوم اداری در دانشگاه تهران گذراند. او در ادامه تحصیلاتش به فرانسه رفت و مدرک دکتری ادبیات تطبیقی را به‌دست آورد. وی پس از بازگشت به ایران٬ ابتدا به تدریس زبان‌های فرانسوی و انگلیسی در دبیرستان‌ها و سپس به کار در وزارت فرهنگ و هنر مشغول شد. از آخرین فعالیت‌های او٬ دبیرکلی هیأت امنای کتابخانه‌های عمومی کشور بود. او پس از بازنشستگی در دهه ۱۳۶۰ بیشتر بر ترجمه از زبان فرانسوی به زبان فارسی متمرکز شد. ترجمهٔ سفرنامه‌های اروپاییان به ایران و کشورهای همسایه (مانند سفرنامه ارنست اورسل، سفرنامه مادام کارلا سرنا، ژ.م.تانکوانی و چند نفر دیگر)٬ ترجمهٔ آثاری از آندره موروآ، آندره ژید و گی دوموپاسان به فارسی از جمله فعالیت‌های او بود.
ترجمهٔ کتاب بزرگ «حماسه‌های بزرگ جهان» (ژرار شالیان) و «صبوری در سپهر لاجوردی» (هوبرت ریوز) از ترجمه‌های سرشناس او محسوب می‌شوند.

## درگذشت
علی‌اصغر سعیدی در ۱۷ اسفند ۱۳۹۸ در حالی درگذشت که به دلیل وضعیت همه‌گیری ویروس کرونا در ایران و جهان، بسیاری از دوستانش، حتی پس از تعطیلات نوروز هم از درگذشت او آگاه نشدند.

## ترجمه‌ها
- صبوری در سپهر لاجوردی: آخرین آگاهی‌ها دربارهٔ تکوین وتحول کیهان، هوبرت ریوز، نشر چشمه
- سفرنامهٔ قفقاز و ایران، ارنست اورسل، پژوهشگاه علوم انسانی و مطالعات فرهنگی - ۱۳۸۲
- آهنگ عشق (سمفونی پاستورال)، آندره ژید، نشر قطره
- گنجینه حماسه‌های جهان، ژرار شالیان، نشر چشمه
- مستی عشق، آندره موروا، نشر قطره
- نامه‌هایی دربارهٔ ایران و ترکیه آسیا، ژی. ام. تانکوانی، نشر چشمه
- آدم‌ها و آئین‌ها در ایران، کارلا سرنا، کتابفروشی زوار، ۱۳۶۲